# Pilka (Estland)
Pilka (Duits: Pilken) is een plaats in de Estlandse gemeente Luunja, provincie Tartumaa. De plaats heeft de status van dorp (Estisch: küla) en telt 173 inwoners (2021).

## Geschiedenis
Pilka werd voor het eerst genoemd in een document uit 1582 onder de naam Pelgal. Van een landgoed Pilka is pas sprake in de 17e eeuw. In 1770 ging een deel van het landgoed naar het landgoed van Kavastu. Van de gebouwen op het landgoed is één bijgebouw bewaard gebleven.
Pilka kreeg pas in 1939 de status van dorp. In 1977 werden de buurdorpen Aravuste en Jansu bij Pilka gevoegd.